# Clare Calbraith
Clare Calbraith (Winsford, Cheshire, 1974. január 1. –) brit színésznő.

## Élete és pályafutása
Liverpoolban és Cheshire-ben nőtt fel.
A cardiffi Royal Welsh Music & Drama főiskolára járt.
A Vera – A megszállott nyomozó sorozat  3. és 4. évadaban  a Rebecca Shepherdt játssza Brenda Blethyn mellett. 

## Filmjei
| Év        | Cím                                    | Szerep                     | Megjegyzések                                |
| --------- | -------------------------------------- | -------------------------- | ------------------------------------------- |
| 1999      | Casualty                               | Tanya Hardie               |                                             |
| 2000      | Black Cab                              | Sara                       |                                             |
| 2000–2002 | Heartbeat                              | Dr Tricia Summerbee        |                                             |
| 2005      | The Night Detective (55 Degrees North) | Beth Robson                |                                             |
| 2005      | Holby City                             | Clare Given                |                                             |
| 2005      | Coronation Street                      | Robyn                      | (18 epizód)                                 |
| 2005      | The Bill                               | Nicci                      |                                             |
| 2006      | EastEnders                             | DI Skillen                 |                                             |
| 2009      | George Gently                          | Helen Donovan              |                                             |
| 2011      | Downton Abbey                          | Jane Moorsum               | 12. – 15. epizód                            |
| 2011      | The Shadow Line                        | Laura Gabriel              |                                             |
| 2012      | Kisvárosi gyilkosságok                 | Catrina Harper             | 92. (XV/3.) epizód: Csak a csillagok tudják |
| 2013      | Mindscape                              | Jaime                      |                                             |
| 2013      | Vera                                   | DC Rebecca 'Shep' Shepherd | 3. és 4. évad                               |
| 2014      | Silent Witness                         | Lizzie Kennedy             | 151. epizód: Fraternity                     |
| 2015      | Home Fires                             | Steph Farrow               |                                             |
| 2016      | Banks nyomozó                          | Alice Finn                 |                                             |
| 2017      | Broken                                 | Mariella                   |                                             |
| 2017      | Requiem                                | PS Graves                  |                                             |
| 2018      | The Innocents                          | Deborah Hale               |                                             |
| 2018      | The Alienist                           | Mrs. Zweig                 |                                             |
| 2019      | Baptiste                               | Clare                      |                                             |

## Fordítás
- Ez a szócikk részben vagy egészben a Clare Calbraith című német Wikipédia-szócikk fordításán alapul.  Az eredeti cikk szerkesztőit annak laptörténete sorolja fel. Ez a jelzés csupán a megfogalmazás eredetét és a szerzői jogokat jelzi, nem szolgál a cikkben szereplő információk forrásmegjelöléseként.